# PGC 26004
LEDA/PGC 26004 ist eine Linsenförmige Galaxie mit aktivem Galaxienkern vom Hubble-Typ SBdm im Sternbild Krebs auf der Ekliptik. Sie ist schätzungsweise 326 Millionen Lichtjahre von der Milchstraße entfernt und hat einen Durchmesser von etwa 160.000 Lichtjahren. Die Typ-Ia-Supernova SN 2013P wurde hier beobachtet.
Im selben Himmelsareal befinden sich u. a. die Galaxien NGC 2789, IC 2444, PGC 26055, PGC 26064.